# Championnats d'Afrique d'haltérophilie 2023
Navigation
Édition précédente Édition suivante
Les championnats d'Afrique d'haltérophilie 2023 se déroulent du 11 au 20 mai 2023 à Tunis (Tunisie). 127 haltérophiles de 17 nations participent à cet événement qualificatif pour les Jeux olympiques de 2024. La délégation azerbaïdjanaise est invitée à ces championnats, n'ayant pas pu participer aux championnats d'Europe 2023 à Erevan en Arménie, pour ne pas pénaliser leurs chances de qualification olympique ; les haltérophiles azerbaïdjanais ne sont néanmoins pas susceptibles d'obtenir de médaille.

## Médaillés
Les médaillés sont les suivants : 

### Femmes
| Épreuve     | Or                                 | Argent                             | Bronze                           |       |       |
| 45 kg       | 45 kg                              | 45 kg                              | 45 kg                            | 45 kg | 45 kg |
| ----------- | ---------------------------------- | ---------------------------------- | -------------------------------- | ----- | ----- |
| Arraché     | Nadia Katbi 51 kg                  | Non attribuée                      | Non attribuée                    |       |       |
| Épaulé-jeté | Nadia Katbi 65 kg                  | Non attribuée                      | Non attribuée                    |       |       |
| Total       | Nadia Katbi 116 kg                 | Non attribuée                      | Non attribuée                    |       |       |
| 49 kg       |                                    |                                    |                                  |       |       |
| Arraché     | Maha Fajreslam 64 kg               | Winnifred Ntumi 58 kg              | Nour Khafaoui 57 kg              |       |       |
| Épaulé-jeté | Nour Khafaoui 81 kg                | Maha Fajreslam 79 kg               | Winnifred Ntumi 71 kg            |       |       |
| Total       | Maha Fajreslam 143 kg              | Nour Khafaoui 138 kg               | Winnifred Ntumi 129 kg           |       |       |
| 55 kg       |                                    |                                    |                                  |       |       |
| Arraché     | Eya Aouadi 72 kg                   | Israa Bejaoui 71 kg                | Non attribuée                    |       |       |
| Épaulé-jeté | Eya Aouadi 93 kg                   | Israa Bejaoui 90 kg                | Non attribuée                    |       |       |
| Total       | Eya Aouadi 165 kg                  | Israa Bejaoui 161 kg               | Non attribuée                    |       |       |
| 59 kg       |                                    |                                    |                                  |       |       |
| Arraché     | Rafiatu Lawal 95 kg                | Adijat Olarinoye 93 kg             | Ghofrane Belkhir 92 kg           |       |       |
| Épaulé-jeté | Rafiatu Lawal 122 kg               | Adijat Olarinoye 118 kg            | Souhir Khemiri 95 kg             |       |       |
| Total       | Rafiatu Lawal 217 kg               | Adijat Olarinoye 211 kg            | Ech-Chaibia Ech-Chachouiy 167 kg |       |       |
| 64 kg       |                                    |                                    |                                  |       |       |
| Arraché     | Chaima Rahmouni 90 kg              | Jawaher Gesmi 86 kg                | Juliette Malvina 80 kg           |       |       |
| Épaulé-jeté | Chaima Rahmouni 108 kg             | Jawaher Gesmi 107 kg               | Juliette Malvina 107 kg          |       |       |
| Total       | Chaima Rahmouni 198 kg             | Jawaher Gesmi 193 kg               | Juliette Malvina 187 kg          |       |       |
| 71 kg       |                                    |                                    |                                  |       |       |
| Arraché     | Neama Said 103 kg                  | Joy Ogbonne Eze 102 kg             | Ketty Lent 89 kg                 |       |       |
| Épaulé-jeté | Neama Said 126 kg                  | Joy Ogbonne Eze 125 kg             | Ketty Lent 108 kg                |       |       |
| Total       | Neama Said 229 kg                  | Joy Ogbonne Eze 227 kg             | Ketty Lent 197 kg                |       |       |
| 76 kg       |                                    |                                    |                                  |       |       |
| Arraché     | Joelita Coloma 85 kg               | Bouchra Fatima Zohra Hirech 81 kg  | Zeineb Maghraoui 78 kg           |       |       |
| Épaulé-jeté | Bouchra Fatima Zohra Hirech 103 kg | Rayssa Djifack 103 kg              | Zeineb Maghraoui 101 kg          |       |       |
| Total       | Joelita Coloma 185 kg              | Bouchra Fatima Zohra Hirech 184 kg | Rayssa Djifack 180 kg            |       |       |
| 81 kg       |                                    |                                    |                                  |       |       |
| Arraché     | Sara Samir 117 kg                  | Jeanne Eyenga 96 kg                | Non attribuée                    |       |       |
| Épaulé-jeté | Sara Samir 151 kg                  | Jeanne Eyenga 121 kg               | Non attribuée                    |       |       |
| Total       | Sara Samir 268 kg                  | Jeanne Eyenga 217 kg               | Non attribuée                    |       |       |
| 87 kg       |                                    |                                    |                                  |       |       |
| Arraché     | Samar Hussein 105 kg               | Fatma Ahmed 87 kg                  | Alison Sunee 85 kg               |       |       |
| Épaulé-jeté | Fatma Ahmed 125 kg                 | Samar Hussein 124 kg               | Alison Sunee 106 kg              |       |       |
| Total       | Samar Hussein 229 kg               | Fatma Ahmed 222 kg                 | Alison Sunee 191 kg              |       |       |
| +87 kg      |                                    |                                    |                                  |       |       |
| Arraché     | Halima Abbas 115 kg                | Amina Yahiamamoun 82 kg            | Estelle Momeni 81 kg             |       |       |
| Épaulé-jeté | Halima Abbas 145 kg                | Estelle Momeni 95 kg               | Amina Yahiamamoun 93 kg          |       |       |
| Total       | Halima Abbas 260 kg                | Estelle Momeni 176 kg              | Amina Yahiamamoun 175 kg         |       |       |

### Hommes
| Épreuve     | Or                         | Argent                             | Bronze                         |       |       |
| 55 kg       | 55 kg                      | 55 kg                              | 55 kg                          | 55 kg | 55 kg |
| ----------- | -------------------------- | ---------------------------------- | ------------------------------ | ----- | ----- |
| Arraché     | Davis Niyoyita 95 kg       | Isaac Sinka 75 kg                  | Non attribuée                  |       |       |
| Épaulé-jeté | Davis Niyoyita 120 kg      | Isaac Sinka 95 kg                  | Non attribuée                  |       |       |
| Total       | Davis Niyoyita 215 kg      | Isaac Sinka 170 kg                 | Non attribuée                  |       |       |
| 61 kg       |                            |                                    |                                |       |       |
| Arraché     | Amine Bouhijbha 117 kg     | Jules Anthonio Andriamahefa 105 kg | Jelgib Elion Ndunyama 80 kg    |       |       |
| Épaulé-jeté | Amine Bouhijbha 140 kg     | Jelgib Elion Ndunyama 92 kg        | Non attribuée                  |       |       |
| Total       | Amine Bouhijbha 257 kg     | Jelgib Elion Ndunyama 172 kg       | Non attribuée                  |       |       |
| 67 kg       |                            |                                    |                                |       |       |
| Arraché     | Akram Chekhchoukh 127 kg   | Ayoub Salem 126 kg                 | Mohamed Sameer Masoud 122 kg   |       |       |
| Épaulé-jeté | Ayoub Salem 154 kg         | Mohamed Aziz Ben Hadj 153 kg       | Akram Chekhchoukh 152 kg       |       |       |
| Total       | Ayoub Salem 280 kg         | Akram Chekhchoukh 279 kg           | Mohamed Aziz Ben Hadj 273 kg   |       |       |
| 73 kg       |                            |                                    |                                |       |       |
| Arraché     | Karem Ben Hnia 146 kg      | Edidiong Umoafia (en) 142 kg       | Samir Fardjallah 141 kg        |       |       |
| Épaulé-jeté | Karem Ben Hnia 180 kg      | Samir Fardjallah 174 kg            | Edidiong Umoafia (en) 170 kg   |       |       |
| Total       | Karem Ben Hnia 326 kg      | Samir Fardjallah 315 kg            | Edidiong Umoafia (en) 312 kg   |       |       |
| 81 kg       |                            |                                    |                                |       |       |
| Arraché     | Ameur Messaoudi 145 kg     | Mohamed Amine Messaour 139 kg      | Slim Bchini 138 kg             |       |       |
| Épaulé-jeté | Ameur Messaoudi 170 kg     | Hamza Ben Amor 168 kg              | Slim Bchini 162 kg             |       |       |
| Total       | Ameur Messaoudi 315 kg     | Hamza Ben Amor 305 kg              | Slim Bchini 300 kg             |       |       |
| 89 kg       |                            |                                    |                                |       |       |
| Arraché     | Karim Abokahla 167 kg      | Islam Mohamed Aboelwafa 161 kg     | Faris Touairi (en) 160 kg      |       |       |
| Épaulé-jeté | Karim Abokahla 208 kg      | Faris Touairi (en) 192 kg          | Islam Mohamed Aboelwafa 190 kg |       |       |
| Total       | Karim Abokahla 375 kg      | Faris Touairi (en) 352 kg          | Islam Mohamed Aboelwafa 351 kg |       |       |
| 96 kg       |                            |                                    |                                |       |       |
| Arraché     | Salim Elbagor 152 kg       | Ayoub Dridi 135 kg                 | Laur Lvain Woudje Nzale 125 kg |       |       |
| Épaulé-jeté | Salim Elbagor 180 kg       | Ayoub Dridi 176 kg                 | Laur Lvain Woudje Nzale 160 kg |       |       |
| Total       | Salim Elbagor 332 kg       | Ayoub Dridi 311 kg                 | Laur Lvain Woudje Nzale 285 kg |       |       |
| 102 kg      |                            |                                    |                                |       |       |
| Arraché     | Yasser Salem 168 kg        | Aymen Touairi 166 kg               | Selim Abdelalim 164 kg         |       |       |
| Épaulé-jeté | Yasser Salem 208 kg        | Aymen Touairi 203 kg               | Selim Abdelalim 200 kg         |       |       |
| Total       | Yasser Salem 376 kg        | Aymen Touairi 369 kg               | Selim Abdelalim 364 kg         |       |       |
| 109 kg      |                            |                                    |                                |       |       |
| Arraché     | Aymen Bacha 170 kg         | Antony Swanepoel 123 kg            | Johannes Beukman 120 kg        |       |       |
| Épaulé-jeté | Aymen Bacha 205 kg         | Antony Swanepoel 147 kg            | Johannes Beukman 145 kg        |       |       |
| Total       | Aymen Bacha 375 kg         | Antony Swanepoel 270 kg            | Johannes Beukman 265 kg        |       |       |
| +109 kg     |                            |                                    |                                |       |       |
| Arraché     | Walid Bidani 192 kg        | Abdelrahman Elsayed 185 kg         | Bilal Bouamr 154 kg            |       |       |
| Épaulé-jeté | Abdelrahman Elsayed 243 kg | Bilal Bouamr 186 kg                | Lahamadi Maik 180 kg           |       |       |
| Total       | Abdelrahman Elsayed 428 kg | Bilal Bouamr 340 kg                | Lahamadi Maik 330 kg           |       |       |